# Pescamines
|  | Aquest article tracta sobre el videojoc. Si cerqueu el vaixell, vegeu «dragamines». |

El Pescamines o Minesweeper en anglès és un videojoc de lògica creat el 1989 per Robert Donner, al qual posteriorment s'hi va afegir Curt Johnson. El joc deu la seva popularitat al fet que era un dels que s'instal·lava per defecte als sistemes operatius Windows. Com a curiositat cal destacar que Curt Johnson va dir que Bill Gates era un molt bon jugador del pescamines.
Aquest joc ha estat programat per a múltiples plataformes

## Normes

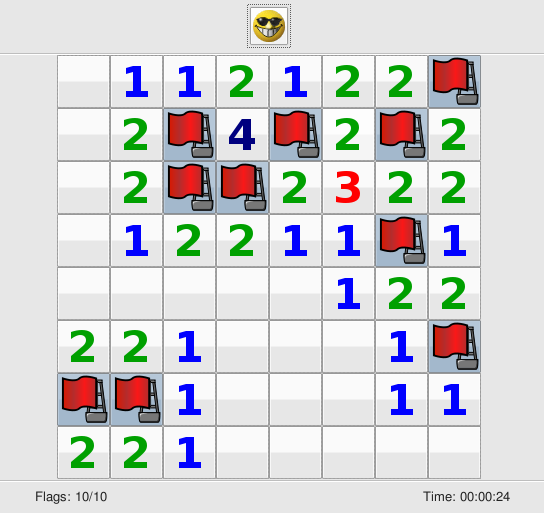
Captura de pantalla del pescamines

El joc consisteix a netejar totes les caselles d'una pantalla que no amaguin una mina.
Algunes caselles tenen un número. Aquest número indica les mines que sumen totes les caselles circumdants. Així, si una casella té el número 3 vol dir que de les vuit caselles que l'envolten (excepte si es troba a una vora o una cantonada) n'hi ha 3 amb mines i 5 sense. Si es descobreix una casella sense número ens indica que cap de les caselles veïnes té mina i aquestes es descobreixen automàticament.
Si es descobreix una casella amb mina es perd la partida.
Es pot posar una marca a les caselles en què el jugador pensa que hi ha mina per tal d'ajudar-nos a descobrir les que s'hi troben a prop.
El joc també té un sistema de rècords per a cadascun dels tres nivells en els quals s'indica el menor temps necessitat per concloure el joc. Els nivells són (per a les noves versions).
Nivell principiant9 × 9 caselles i 10 mines.
Nivell intermedi16 × 16 caselles i 40 mines.
Nivell expert16 × 30 caselles i 99 mines.
En versions anteriors a Windows 2000 la finestra només fa 8 × 8 caselles, i va haver de ser engrandida per poder evitar que la probabilitat de fer clic en una mina fos la mateixa que al nivell intermedi: 10/(8×8) = 10/64 = 40/256 = 40/(16×16)
També es pot personalitzar la dificultat del joc segons la mida de la finestra i el nombre de mines.

## Elements d'anàlisi al joc
El joc té unes normes molt senzilles, però és d'especial interès a matemàtiques.

## No sempre es pot resoldre sense tenir en compte la sort
De vegades s'ha d'escollir una solució de forma aleatòria per manca d'informació.

## Joc NP-complet
El següent és un problema interessant: donat un tauler amb els números, serà vàlid? En altres paraules: existeix alguna combinació de mines en la qual els quadrats amagats que sigui consistent amb els mateixos números? Aquest problema se sap que és NP-complet. És a dir, és fàcil comprovar que una col·locació determinada de mines correspon als nombres donats, però és probablement difícil esbrinar aquesta col·locació. Això pot voler dir que de vegades és difícil arribar a jugar perfectament al Pescamines.

## Les probabilitats de descobrir una mina no són suficients
Si per "joc perfecte" s'entén trobar una estratègia que asseguri la millor probabilitat de resoldre una partida qualsevol, llavors calen més coses que limitar-se a escollir els quadrats que ens ofereixin la menor probabilitat de mina. Examinem la següent situació:
(Com a l'exemple anterior,  representa una mina, i els números són els estàndard del Pescamines; a, b, c, d i e són les posicions desconegudes.)
La probabilitat de descobrir una mina a a, b o c és de 2/3, i la de descobrir una mina a d o e és d'1/2; això es pot comprovar computant les 6 possibilitat de col·locar mines a a+b+c+d+e. No obstant això, descobrir d o e no proporciona cap informació útil: si no es descobreix una mina apareixerà un 6 a e o un 5 a d. Al joc conjunt, d o e permeten guanyar la partida en tan sols 1 dels 6 casos possibles. Per contra, en descobrir a, b o c, si no es descobreix una mina la informació permetrà saber si hi ha una mina a d o no, i, en el joc conjunt es pot guanyar la partida en 2 dels 6 casos possibles. Així que jugar a, b o c, tot i que a curt termini és més arriscat, acaba per ser la millor jugada.

## Funció original
El Pescamines, juntament amb el Solitari o els Cors, pertanyen al grup dels primers jocs que es van implementar als sistemes de Windows, però, lluny del que pugui semblar, aquests no van ser creats amb l'objectiu d'oferir entreteniment o cridar l'atenció dels usuaris. Windows els va implementar per tal que els usuaris es poguessin acostumar a l'ús i experiència del ratolí i la interfície gràfica, ja que la norma a l'època era introduir ordres textuals. Mentre el Solitari, el més antic dels tres, tenia l'objectiu de mostrar la funció d'arrossegar i deixar anar del ratolí, el Pescamines va aparèixer per primera vegada al Windows 3.1 el 1992 per tal de familiaritzar l'usuari amb el botó dret i esquerre del ratolí, i la velocitat i precisió en l'ús d'aquest.  Cal entendre que tot i que avui en dia el seu ús ens pot semblar natural, en aquella època era totalment innovador que l'acció realitzada amb la mà es veiés reflectida a la pantalla de forma directa. Aquests petits canvis són els que ens han anat apropant cada vegada més a l'ordinador com a mitjà per a expressar-nos i crear com si es tractés d'una extensió del nostre ésser, i també cap a l'ordinador personal.

## Variacions

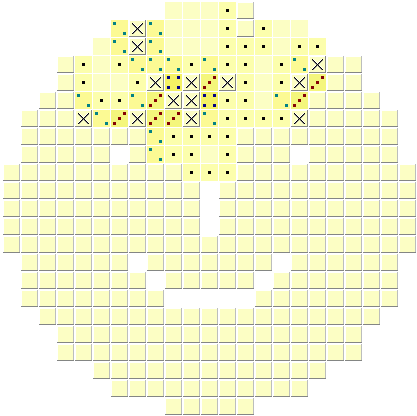
Online, no rectangular
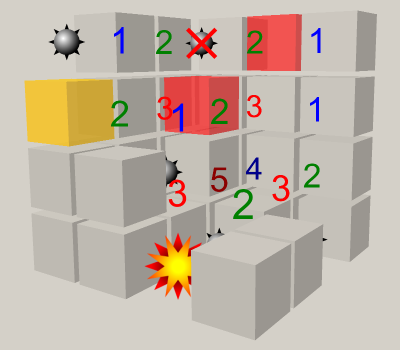
3D
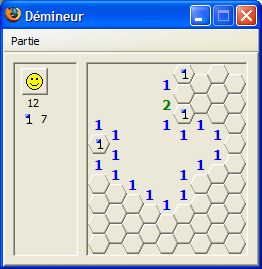
hexagonal
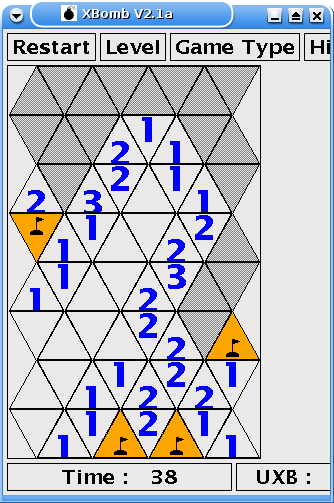
triangular
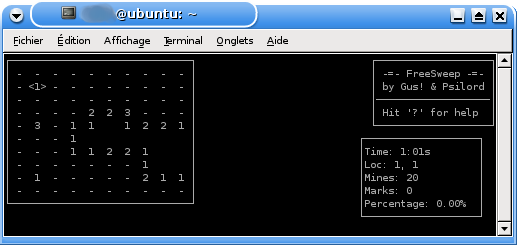
ASCII
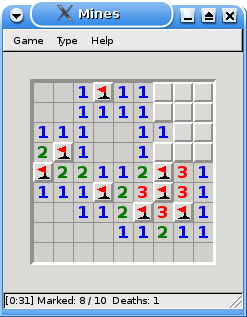
no guess
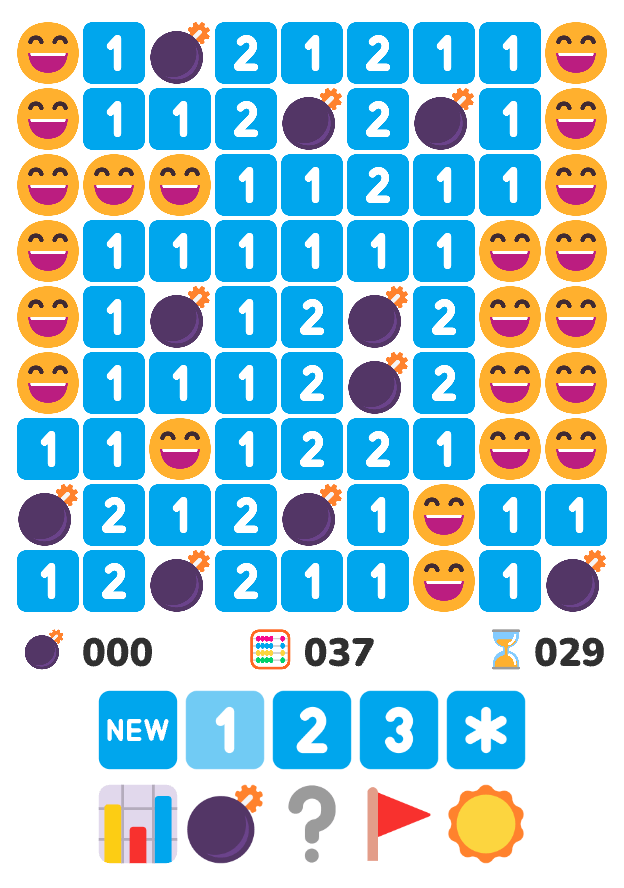
emoji